# Стъкло
Вижте пояснителната страница за други значения на Стъкло.
Стъклото в чистата си форма е прозрачен, относително здрав, твърд, по същество инертен и биологически неактивен материал, който може да бъде оформен с много гладка непропусклива повърхност. Тези качества водят до множество употреби на стъклото. То обаче е крехко и се чупи на остри парчета. Тези свойства могат да се модифицират или дори да се променят напълно с добавянето на допълнителни съставки или чрез термична обработка.
Аморфните вещества съществуват в две форми: компактна и дисперсна. Стъклата са аморфни материали в компактна форма, синтезирани обикновено при бързо охлаждане от стопилка, при което няма достатъчно време за образуването на кристална решетка, т.е. при стъклата отсъства далечен порядък. На практика всяко едно вещество може да бъде получено в стъклообразно състояние чрез рязко охлаждане на стопилката му.
В бита под стъкло обикновено разбираме материала, от който се изработват прозорците или стъклените бутилки и който се състои главно от силициев диоксид (SiO2) (50 % до 80 %). Силициевият диоксид се вкарва с кварцовия пясък, към който се добавя обикновено калцинирана сода, за да се понижи температурата на топене и за да се избистри стъкломасата. Добавяните натриев (Na2CO3) или калиев карбонат (K2CO3) понижават точката на топене до около 1000 °C. Содата обаче прави стъклото водоразтворимо, което явно е нежелателно, така че се добавя трети компонент – вар (калциев оксид, CaO), която възстановява неразтворимостта във вода.
Производството на стъкло и изделия от стъкло е един от специализираните подотрасли на преработващата промишленост.

## Състав
Освен содата и варта, повечето обикновени стъкла съдържат и други добавки, използвани за изменение на свойствата им. Оловното стъкло е по-блестящо, заради повишения показател на пречупване, а бор се добавя, за да се променят термичните и електрическите свойства, както в Пирекс. Ториевият диоксид придава на стъклото много висок показател на рефракция и се използва при производството на висококачествени лещи. Добавянето на барий също повишава показателя на пречупване. Големи количества желязо се добавят в стъкла, абсорбиращи инфрачервената светлина, като топлинни филтри на кинопроектори, а церий се използва в стъкла, абсорбиращи ултравиолетова светлина (биологически опасна йонизираща радиация).
Метали и метални оксиди се добавят към стъклото при производството му за промяна на цвета. Манганът се добавя в малки количества, за да премахне зеления оттенък, предизвикван от желязото, или в по-висока концентрация, за да придаде на стъклото аметистово оцветяване. Както и манганът, селенът може да се използва в ниски концентрации за обезцветяване на стъклото или в по-високи за придаване на червеникав цвят. Ниски концентрации на кобалт (0,025 до 0,1%) водят до синьо стъкло. Калаен оксид с антимонов и арсенов оксид създават матово бяло стъкло, използвано за пръв път във Венеция за производството на имитация на порцелан. 2 до 3% меден оксид оцветяват стъклото в тюркоазено. Чистата мед създава много тъмно червено матово стъкло, което понякога се използва като заместител на златното рубинено стъкло. Никелът, в зависимост от концентрацията, предизвиква синьо, виолетово и дори черно оцветяване. Добавянето на титан създава жълто-кафяво стъкло. Златото, в много ниски концентрации (около 0,001%), придава на стъклото цвят на рубин, а в още по-малко количество – по-слабонаситен червен цвят, често наричан „боровинков“. Уранът (0,1 до 2,0%) придава на стъклото флуоресцентно жълт или зелен цвят. Радиоактивността на урановото стъкло обикновено не е опасна, но при стриване на прах, например при полиране с шкурка, вдишаният прах може да бъде канцерогенен. Сребърните добавки (особено сребърният нитрат) предизвикват цветове от оранжево-червено до жълто. Начинът на нагряване и охлаждане на стъклото може значително да повлияе на цветовете, предизвиквани от тези добавки. Протичащите химични процеси са сложни и не напълно изяснени. Често се изобретяват нови оцветени стъкла.
Понякога стъклото се получава естествено от вулканична лава. Това стъкло се нарича вулканично стъкло.

## Физични свойства
Стандартното определение за стъкло е твърд материал, образуван чрез бързо охлаждане на стопилка. Ако охлаждането е достатъчно бързо, спрямо характеристичното време на кристализация, кристализация не протича, а неподредената атомна структура на свръхохладената течност замръзва в твърдо състояние при температурата на застъкляване. Аморфната структура на стъклото се намира в метастабилно състояние спрямо кристалната му форма.
Както и при останалите аморфни твърди материали, при атомната структура на стъклото не се наблюдава едромащабна транслационна симетрия, но в резултат на химичните връзки в дребен мащаб е налична висока степен на подреденост на атомите в многостенни структури. Смята се, че структурата на връзките в стъклата, макар и неподредена, има същата хаусдорфова размерност, както и тази на кристалните материали.

### Сравнение със свръхохладена течност
Стъклото обикновено се класифицира като аморфен твърд материал, а не като свръхохладена течност. То притежава всички физични свойства на твърдите материали и се държи като такъв в ежедневния опит. Твърденията, че в рамките на продължителни периоди от време стъклото тече, не се потвърждават от емпиричните изследвания и от теоретичния анализ.
Понякога стъклото се разглежда като течност, поради отсъствието на фазов преход от първи ред, тъй като термодинамични променливи, като обема, ентропията и енталпията, са прекъснати в температурата на остъкляване. От друга страна остъкляването може да се разглежда като аналог на фазов преход от втори ред, при който топлинното разширение и топлоемкостта са непрекъснати. Въпреки това теорията на равновесието при фазовите преходи при твърдите материали не описва напълно поведението на стъклото и остъкляването не може да бъде класифицирано като класическа равновесна фазова трансформация.
Въпреки че атомната структура на стъклото има някои общи характеристики с тази на свръхохладените течности, под температурата на остъкляване то се държи като твърд материал. Свръхохладените течности се държат като течности и под температурата на топене, но кристализират почти незабавно при добавяне на кристал. Промяната на топлоемкостта при остъкляване и при замръзване на сравними материали обикновено е близка по размер, което показва, че и промяната в активните степени на свобода също е сравнима. Както при стъклото, така и при кристалите, главно вибрационните степени на свобода остават активни, а ротационното и транслационното движение е възпрепятствано. Това е една от причините за коравината както на кристалните, така и на некристалните твърди материали.

### Митът за бавнотечащото стъкло
Наблюдението, че стъклата на стари прозорци често са по-дебели в долния си край, отколкото в горния, често се сочи в подкрепа на твърдението, че стъклото тече много бавно, деформирайки се в рамките на векове. При това схващане се приема, че стъклото е било с равномерна дебелина, но е „изтекло“ в новата си форма. В действителност причината за това явление е в технологията за производство на прозоречно стъкло. По времето, когато стъклените плоскости са правени ръчно, от стъклодуви, използваната техника е била да се завърта разтопеното стъкло, така че да се получи кръгла, относително равна повърхност. От така получените плоскости впоследствие се изрязват стъклата за прозорците, които обаче не са напълно плоски – краищата на диска са се получавали по-дебели, поради центробежните сили. При монтирането на стъклата в рамката на прозорец, те се поставяли с дебелия край надолу, от съображения за устойчивост и за предотвратяване на задържането на вода по ръба. Понякога се намират стари прозорци със стъкла, поставени с тънката страна надолу, вероятно поради небрежност по време на монтажа.
Още няколко свидетелства срещу теорията за „течното стъкло“:
- Ако средновековното стъкло е забележимо деформирано поради течене, древноримското и древноегипетското трябва да е деформирано пропорционално – т.е. още повече. Това не се наблюдава.[7]
- Ако стъклото тече със скорост, позволяваща промените да се видят с просто око след векове, промените в лещите на стари телескопи биха довели до груби отклонения в извършваните от тях наблюдения, каквито не се наблюдават.[7]
- Също така не би трябвало да се виждат нютоновите пръстени между фрагменти на прозорци на възраст само десетина години, но това става лесно.
- Известни са множество примери на стъклени рафтове на възраст от няколко века, които не са огънати, въпреки че са подложени на значително по-големи напрежения, в сравнение с вертикалните прозоречни стъкла.

### Оптични свойства
Едно от най-очевидните качества на обикновеното стъкло е, че то е прозрачно за видимата светлина (не всички стъкла са такива). Прозрачността се дължи на липсата на атомни преходни състояния в спектъра на видимата светлина и на факта, че това стъкло е хомогенно във всички мащаби, по-големи от приблизителната дължина на вълната на видимата светлина (нееднородностите предизвикват разсейване на светлината, нарушавайки преминаването на образа). Молекулната структура на обикновеното стъкло не позволява на по-голямата част от светлината с дължина на вълната по-ниска от 400 нанометра (ултравиолетовата светлина), да преминава през него. Това ограничение е неприемливо за някои приложения и са разработени специални видове стъкло, позволяващи преминаването на ултравиолетова светлина. Стъклото може да бъде произведено толкова чисто, че стотици километри стъкло остават прозрачни за инфрачервени вълни в кабелите с оптични влакна.

## История
Естествени стъкла, като обсидиана, се използват още през каменната епоха. За първи път производство на стъкло е документирано в Месопотамия и Египет в средата на 4 хилядолетие пр.н.е., когато стъклото за пръв път е използвано като глазура за керамика и други предмети. През 1 век пр.н.е. се появява техниката на духаното стъкло и дотогава крайно редките и ценни предмети стават много по-обичайни. В Римската империя вече се произвеждат много предмети от стъкло, най-вече вази и бутилки. Ранните стъкла са доста зелени, поради железните примеси в пясъка, използван при производството им. По същата причина и съвременните обикновени стъкла имат лек зелен оттенък.
Стъклени предмети от 7 и 8 век са открити на остров Торчело, близо до Венеция. Те представляват важна връзка между римската епоха и по-късното значение на града за производството на този материал. Около 1000 в Северна Европа е направено важно техническо нововъведение, когато натриевият карбонат е заменен с много по-достъпен материал – калиевия карбонат, получаван от дървесна пепел. От този момент северното стъкло се различава чувствително от произведеното в Средиземноморието, където натриевият карбонат остава в масова употреба.
През 11 век в Германия се появява нов начин за производство на плоско стъкло. Материалът се издухва в сферична форма, сферите се въртят, за да се получат цилиндри, а те от своя страна се разрязват и все още горещи се изправят в плоска форма. През 13 век тази техника е доведена до съвършенство във Венеция.
До 12 век оцветените стъкла (т.е. стъкла с оцветяващи примеси, обикновено метали) не се използват широко.
От 10 век Венеция се превръща в център на производството на стъкло. Разработени са много нови техники и градът става център на печеливша експортна търговия със съдове за хранене, огледала и други луксозни предмети. Венецианското стъкло е високо ценено между 10 и 14 век, защото венецианците успяват да запазят коронния процес в тайна. Постепенно някои венециански стъклари се преселват в други части на Европа и стъкларството се разпространява заедно с тях.
Коронният процес се използва до средата на 19 век. При него около 4 кг разтопено стъкло се въртят на края на прът, докато се изравнят в диск с диаметър около 1,50 м. След това дискът се нарязва на панели. Около 1688 е разработен метод за изливане на стъклото, което разширява употребата на материала. Изобретяването на стъклената преса през 1827 позволява масовото производство на евтини стъклени предмети. В началото на 20 век Уилям Бленко изобретява цилиндричния метод.

## Употреба
Тъй като стъклото е здраво и нереактивно, то е много полезен материал. Много предмети от всекидневието се правят от стъкло. Чашите и бутилките често са стъклени, както и електрическите крушки, огледалата, екранните тръби на компютърни монитори и телевизори, прозорците.
В лабораториите, извършващи изследвания в областта на химията, биологията, физиката и много други области, колби, епруветки, лещи и друго лабораторно обзавеждане често са направени от стъкло. За тези цели обикновено се използва боросиликатно стъкло (като Пирекс), заради неговата здравина и нисък коефициент на топлинно разширение, позволяващи по-голяма точност на измерванията при експерименти с нагряване и охлаждане. За приложенията с особено високи изисквания се използва кварцово стъкло, въпреки че то е много трудно за обработка. Повечето такива стъкла се произвеждат масово чрез различни промишлени технологии, но много големи лаборатории се нуждаят от толкова много специфични стъклени предмети, че поддържат собствени стъкларски работилници.

## Изкуство от стъкло
Въпреки достъпността на масово произвежданото стъкло, ръчното производство остава популярно, заради своите естетически качества. Сред авторите на стъклени обекти са Рене Лалик, Дейл Чихъли и Луис Комфорт Тифани. Терминът кристално стъкло (от името на планинския кристал) означава висококачествено безцветно стъкло, често съдържащо олово, и понякога се използва за фино ръчно стъкло.
Съществуват множество техники за създаване на изящно изкуство от стъкло. Всяка от тях е подходяща за определен вид предмети. Освен обработката на горещо стъкло, то може да се реже с диамантен нож и да се полира в блестящи начупени повърхности.
Изкуството от цветно стъкло има дълга история. Много средновековни църкви имат красиви цветни стъклописи.
Предметите от стъкло включват съдове (чаши, вази и други), топчета, мъниста, лули и скулптури. Често се използва цветно стъкло, а понякога стъклото се боядисва, макар че много стъклари считат това за примитивно. Важно изключение е колекцията от предмети на Блашка.
Харвардският музей по естествена история притежава колекция от изключително подробни модели на цветя, направени от рисувано стъкло. Те са произведени ръчно от чешките стъклари Леополд Блашка и неговият син Рудолф, които отнасят тайната на начина за създаването им в гроба си. Стъклените цветя на Блашка са вдъхновение за много днешни стъклари.

## Видове стъкло (според производствения процес)

### Флоатно стъкло
90% от плоското стъкло в света се произвежда чрез технологията на флоатното стъкло, изобретена и усъвършенствана в периода 1953 – 1957 г. от сър Алистър Пилкингтън от Pilkington Glass. При нея разтопеното стъкло се излива в единия край на вана с разтопен калай. Стъклото се стича по калая и се подравнява, създавайки плоска повърхност от двете страни. Стъклото бавно се охлажда и втвърдява, докато преминава по разтопения калай, след което излиза от ваната като непрекъсната лента. След това стъклото се полира. Завършеният продукт има почти идеално успоредни и гладки повърхности.
Стъклото се произвежда в стандартни дебелини от 2, 3, 4, 5, 6, 8, 10, 12, 15, 19 и 22 mm. След формуване на стъклото се извършва темпериране – готовия продукт се нагрява повторно в темперна пещ с цел отстраняване на натрупаните в процеса на формуване повърхностни напрежения. Този процес предотвратява спонтанно счупване на стъклото.
При определени битови приложения флоатното стъкло представлява риск, защото се чупи на големи назъбени парчета, които могат да предизвикат сериозни наранявания. Много строителни нормативи по света ограничават употребата на флоатно сткъло на места с висок риск от счупване и наранявания, като бани, врати и малки височини в училищата.

### Равнинно стъкло
Преди изобретението на Пилкингтън плоското стъкло обикновено се произвежда чрез екструдиране или валцоване. Повърхностите не са оптически успоредни, което предизвиква изкривявания на образа. Оптически успоредни повърхности са постигани чрез механично полиране, което значително оскъпява продуктите.

### Цилиндрично стъкло
Това е друг популярен метод за производство на плоско стъкло преди въвеждането на метода на Пилкингтън. Стъклото се издухва в кух цилиндър, краищата му се отрязват и той се разцепва по дължина. След това се нагрява отново и цилиндърът се разгъва в равна повърхност. Това е първият метод за производство на плоско стъкло, затова стъклата са били с малки размери. След това са известни и други методи – преди технологията на флоатното стъкло, като: Фурко, Питсбърг, Асахи и др.

### Закалено стъкло
Закаленото стъкло се произвежда чрез топлинна обработка на флоатно стъкло. Стъклото се разрязва до необходимия размер и всички обработки (като полиране на ръбовете или пробиване на отвори) се извършват преди закаляването. Стъклото се поставя в пещ, която го нагрява над точката на закаляване от 600 °C. След това стъклото бързо се охлажда с въздух. Това създава натискови напрежения по повърхността на стъклото, уравновесени от опънни напрежения в дълбочина. Схемата на охлаждане може да се види при наблюдение на стъклото с поляризирана светлина. Закаленото стъкло обикновено има якост, шест пъти по-висока от тази на обикновеното стъкло.
От друга страна, закаленото стъкло има и недостатъци. Поради вътрешните напрежения всяка повреда по ръбовете на стъклото предизвиква начупване на дребни парчета. Това е причината то да бъде рязано преди закаляването и да не може да бъде обработвано след това. Освен това повърхността на закаленото стъкло е по-мека от тази на обикновеното и е по-податлива на надраскване.
Закаленото стъкло обикновено се използва в елементи без рамки (например като врати без рамки) и за конструктивни цели. Закаленото стъкло се счита за по-малко рисково от обикновеното, поради по-високата си якост и защото се чупи на малки заоблени парчета, които е по-слабо вероятно да предизвикат наранявания.

### Ламинирано стъкло
Ламинираното стъкло е изобретено през 1903 от френския химик Едуар Бенедиктюс и е вдъхновено от случайност – една стъклена епруветка, покрита с пласт целулозен нитрат поради лабораторна небрежност, при изпускане се чупи, но не се разпада на парчета. Той създава стъклено-пластмасов композит с основната цел да намали нараняванията при автомобилни произшествия. Новият материал обаче не е възприет веднага от производителите на автомобили и първото му широко приложение е в производството на противогази през Първата световна война.
Днес ламинираното стъкло се произвежда чрез свързване на два или повече слоя обикновено флоатно стъкло с пластмасов вътрешен слой, обикновено от поливинил бутарил (PVB). PVB се поставя между стъклата, които след това се нагряват до около 70 °C и преминават през валцоване, за да се извадят остатъците от въздух и да се създаде първоначална връзка. Типична схема на ламинирано стъкло е 3 mm стъкло / 0,38 mm междинен слой / 3 mm стъкло. Това дава краен продукт, означаван като ламинирано стъкло 6,38.
Междинният слой задържа двата пласта стъкло свързани дори след счупването им и високата му якост предотвратява начупването на стъклото на големи остри парчета. Повече слоеве и по-дебело стъкло допълнително увеличават здравината. Бронираните стъклени панели, направени от дебело стъкло и няколко междинни слоя могат да достигнат до 50 mm дебелина.
Друго свойство на PVB е, че подобрява звукоизолиращите свойства на стъклото чрез демпферния ефект и освен това спира 99% от преминаващата ултравиолетова светлина.
Ламинираното стъкло се използва обикновено при повишен риск от наранявания. Типично приложение на ламинирани стъкла са витрините на магазини и прозорците на автомобили.

### Самопочистващо се стъкло
Едно скорошно изобретение, отново на Pilkington Glass, е така нареченото самопочистващо се стъкло, предназначено за строителството, автомобилостроенето и други области. Нанасянето на покритие от титанов оксид с дебелина 50 nm от външната страна на стъклото създава два механизма, с които стъклото се самопочиства. Първият е фотокатализиращият ефект, при който ултравиолетовите лъчи катализират разпадането на органичните съединения по повърхността. Вторият е хидрофилизиращият ефект, при който водата формира тънък слой, отмиващ разрушените органични съединения.